# الغدة فوق الحجاجية

البطريق الماجلاني

الغدة فوق الحجاجية هي نوع من الغدة الأنفية الجانبية وتوجد في بعض أنواع الطيور المائية خاصة لدى طائر البطريق، وتختص هذه الغدة بالتخلص من كلوريد الصوديوم الموجود بالدم. وتشبه وظيفة هذه الغدة وظيفة الكليتين؛ إلا أن لديها كفاءة أكبر في التخلص من الأملاح مما يسمح لطائر البطريق أن يعيش دون أن يصل للمياه العذبة. وعلى العكس من الأفكار الشائعة فإن هذه الغدة لا تحول الماء المالح إلى ماء عذب بطريقة مباشرة. ويشير مصطلح فوق الحجاجي إلى المنطقة التي تعلو محجر العين مباشرة (والمعروفة باسم تجويف العين.)
ومن الطبيعي أن يمثل العيش في البيئات المائية مشكلة كبيرة لطيور البطريق؛ لأن شرب الماء المالح من شأنه الإضرار بصحتها. وعلى الرغم من أن طيور البطريق لا تشرب الماء بشكل مباشر، إلا أنها قد تشرب الماء أثناء التهامها لفرائسها. نتيجة لذلك، يدخل ماء البحر في نظام جسم البطريق ويجب إفرازه بطريقة فعالة. وبالتالي تُمكن الغدة فوق الحجاجية طيور البطريق من العيش في هذه البيئات بسبب قدرتها على ترشيح ماء البحر. توجد الغدة فوق العينين وتحيط بإحدى الشعيرات في الرأس. تمتص هذه الشعيرة الملح من ماء البحر الذي تشربه طيور البطريق، ويحتوي ما يخرج من الغدة على خمس أضعاف الأملاح الموجودة عادة في سوائل الحيوانات، حيث تعمل هذه الغدة فوق الحجاجية بكفاءة عالية.
يخرج طائر البطريق الأملاح في شكل محلول ملحي من خلال المنقار. وغالبًا ما ينساب هذا السائل إلى الخارج مما يجعل الطائر يبدو وكأن لديه سيلان بالأنف. ومع ذلك، يمكن أن يخرج السائل مع العطس. وفي غياب الماء المالح نتيجة لحبس طيور البطريق في أقفاص، تبقى الغدة فوق الحجاجية كامنة بلا وظيفة. وهذا لا يؤثر سلبيًا على صحة طائر البطريق.

## وصلات خارجية
- "nasal gland". Encyclopædia Britannica. 2010. مؤرشف من الأصل في 2013-11-10.
- Cummins، Jim (1 أبريل 1996). "Urogenital and Endocrine Systems". مؤرشف من الأصل في 2006-09-18.